# Masło kakaowe

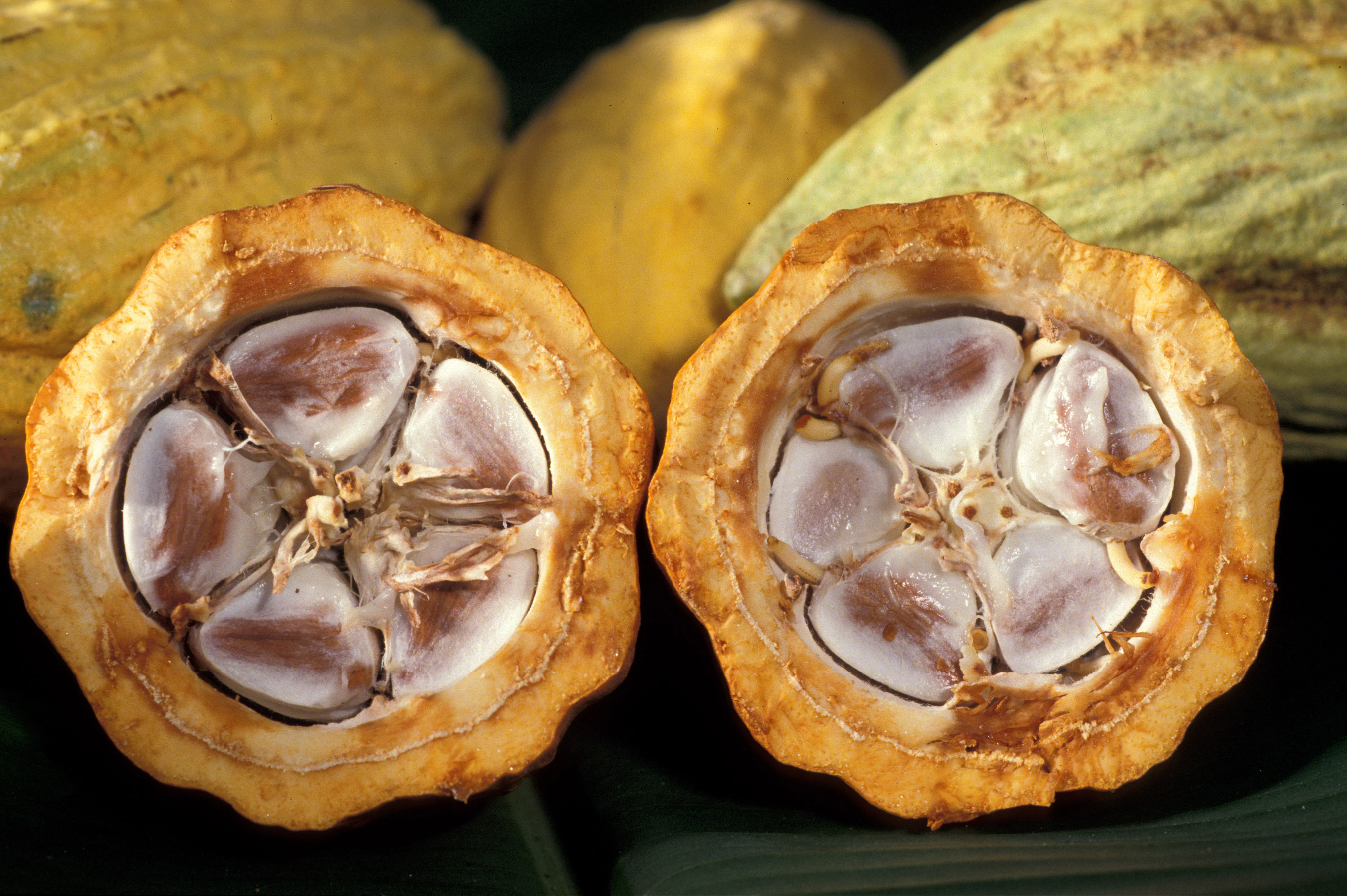
Owoce kakaowca (przekrój) – surowiec do otrzymywania masła kakaowego i kakao

Masło kakaowe, tłuszcz kakaowy, olej kakaowy – jadalny, stały tłuszcz roślinny otrzymywany z nasion dojrzałych owoców kakaowca właściwego, stanowiący około 50% suchej masy nasion.
W celu uzyskania masła kakaowego ścina się dojrzałe owoce kakaowca i ziarna, po ich oczyszczeniu, poddaje się wytłaczaniu na ciepło. Pozostałość, tak zwany kuch kakaowy, wykorzystywany jest do produkcji proszku kakaowego.

## Właściwości
| Pochodzenie                 | Strefa tropikalna (Ameryka Południowa, Afryka, Azja)                                                              |
| Skład                       | 24,4–26,2% kwasu palmitynowego, 34,4–35,4% kwasu stearynowego, 37,7–38,1% kwasu oleinowego, 2,1% kwasu linolowego |
| Kategoria                   | Oleje o specjalnym znaczeniu leczniczym                                                                           |
| Ważność                     | Do 5 lat w postaci nierozdrobnionej z dala od światła                                                             |
| Wytrzymałość termiczna      | |
| Gęstość względna            | |
| Wskaźnik odbicia            | 1,454–1,458 |
| Wskaźnik jodu               | 34–40 |
| Wskaźnik mydlenia           | 188–198 |
| Udział procentowy w wyrobie | Bez ograniczeń |

## Zastosowania

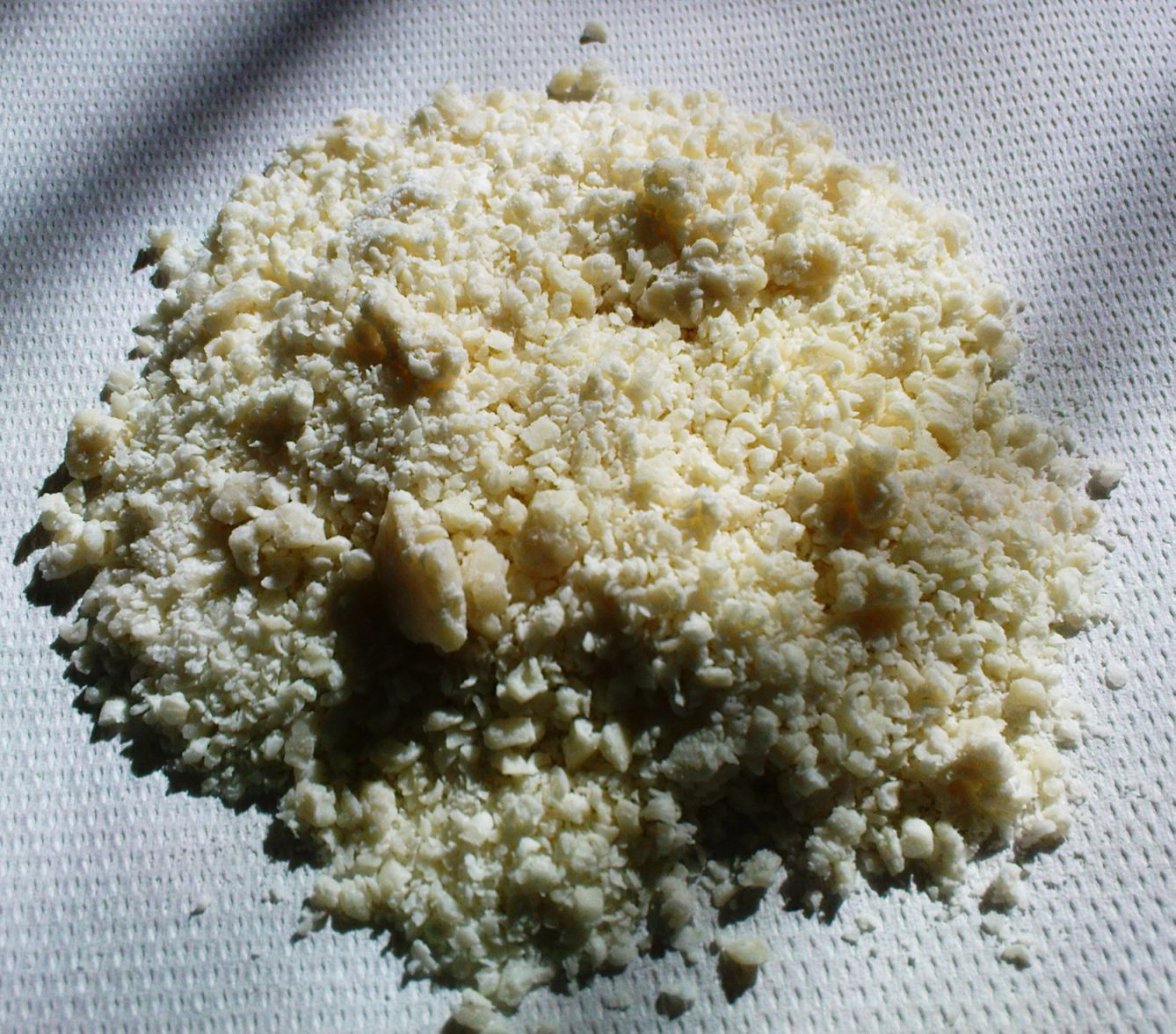
Rozdrobnione masło kakaowe (Oleum Cacao raspatum) używane w recepturze aptecznej

### W przemyśle farmaceutycznym
Masło kakaowe znalazło zastosowanie w farmacji. Pierwszy raz zastosował je francuski aptekarz Antoine Baumé w 1750 roku.
W tym celu jest standaryzowane. Do niedawna farmaceutyczne wymagania jakościowe określały narodowe farmakopee poszczególnych krajów. W Polsce wymagania dla surowca farmaceutycznego Cacao oleum (syn. Butyrum Cacao, Oleum Cacao) do 2020 roku ujęte były w Farmakopei Polskiej VI (2002). Wraz z pojawieniem się nowej monografii dla masła kakaowego w 10. wydaniu Farmakopei Europejskiej – na stan obecny (2023) obowiązującym jest jej tłumaczenie w Farmakopei Polskiej XII (monografia Theobromatis oleum).
Masło kakaowe jest używane w recepturze aptecznej do wytwarzania stałych (czopki doodbytnicze, globulki dopochwowe, pręciki docewkowe i dopochwowe) oraz półstałych (maści, kremy, mleczka itp.) postaci leków. Natomiast jako vehiculum dla czopków i globulek produkowanych przemysłowo jest stosowane stosunkowo rzadko.
Handlowo dostępne w różnych, dogodnych formach: w bloku, bryłkach bądź tafli (Ol. Cacao in massa), rozdrobnionych kuleczek, wiórek, lub strużek (Ol. Cacao raspatum), jednorodnych przetopionych perełek (Ol. Cacao in rotulis), a także jako proszek suszony rozpyłowo (Oleum Cacao plv. dispersione desiccatum)
Stosowane jest zarówno masło kakaowe poddane lekkiej rafinacji, jak i odmiana wysokorafinowana, bezwonna, o barwie białej Oleum Cacao valde raffinatus (syn. Oleum Cacao purissimum album).
Masło kakaowe jest jednym z bardziej stabilnych tłuszczów, zawiera naturalne przeciwutleniacze zapobiegające jełczeniu, a w konsekwencji umożliwiające przechowywanie masła kakaowego bez dodatku konserwantów przez okres nawet pięciu lat. Masło kakaowe należy chronić przed światłem i przechowywać w postaci nierozdrobnionej, w niskiej temperaturze. Temperatura topnienia tłuszczu kakaowego wynosi 30–35 °C.
Masło kakaowe wykazuje własności polimorficzne – występuje w czterech odmianach: α, β, β' i γ. Odmiany te różnią się temperaturą topnienia.
| Odmiana alotropowa | Temperatura topnienia w °C |
| ------------------ | -------------------------- |
| γ                  | 18                         |
| α                  | 21–22                      |
| β'                 | 28–31                      |
| β                  | 34,5                       |

Z punktu widzenia przydatności do produkcji czopków w recepturze aptecznej masło kakaowe posiada szereg zalet:
- ma stałą konsystencję w temperaturze pokojowej
- topi się w temperaturze ciała, dzięki czemu umożliwia uwalnianie się substancji leczniczej po aplikacji czopka
- jest dobrze tolerowane przez organizm ludzki
- nadaje się do kształtowania czopków wszystkimi metodami (formowania ręcznego, wytłaczania i wylewania).

Wadami masła kakaowego jako podłoża czopkowego są:
- mała liczba wodna
- brak zjawiska kontrakcji (zmniejszania objętości w czasie krzepnięcia)
- łatwość przechodzenia w trudno zestalające się odmiany alotropowe w czasie dłuższego ogrzewania w temp. 36 °C
- konieczność przechowywania w niskiej temperaturze i ochrony przed światłem ze względu na możliwość jełczenia.

### Inne zastosowania
- W przemyśle spożywczym masło kakaowe wykorzystywane jest przy produkcji słodyczy, a przede wszystkim jest jednym z podstawowych składników czekolady – przy czym samo masło kakaowe ma jedynie delikatny czekoladowy smak i zapach. Stanowi jedyny pochodzący od kakaowca składnik czekolad białych, niezawierających kakao. Dzięki temperaturze topnienia masła kakaowego, która jest tylko nieznacznie niższa od temperatury ciała, czekolada może rozpływać się w ustach. Ze względu na stosunkowo wysoką cenę masło kakaowe w nieszlachetnych czekoladach zastępowane jest częściowo emulgatorami, między innymi lecytyną (E322). Od 2000 roku Unia Europejska zezwala na używanie do produkcji czekolady tłuszczów roślinnych innych niż kakaowy, na przykład tłuszczu z palmy oleistej, przy czym ich maksymalny udział nie może przekraczać 5% masy wyrobu.
- W przemyśle kosmetycznym masło kakaowe wchodzi w skład różnego rodzaju kosmetyków (kremy, mydła), z powodu bardzo dobrych właściwości nawilżających i natłuszczających.
- Masło kakaowe wchodziło w skład (nieskutecznego) środka antykoncepcyjnego umieszczanego w macicy, który zawierał także kwas borowy i kwas taninowy[10].